# 燃燈仏
燃燈仏（ねんとうぶつ）は、仏教の信仰対象である如来の一尊。釈迦が前世で儒童梵士（じゅどうぼんし）と呼ばれ修行していたとき、未来において、悟りを開き釈迦仏となるであろうと予言（これを授記という）した仏である。
燃燈の原名はディーパンカラ（Dipankara）で、提和竭羅（だいわがつら）と音写し、定光仏、錠光仏などとも漢訳される。灯火を輝かす者という意味があり、肩に炎をもつ独特な仏である。

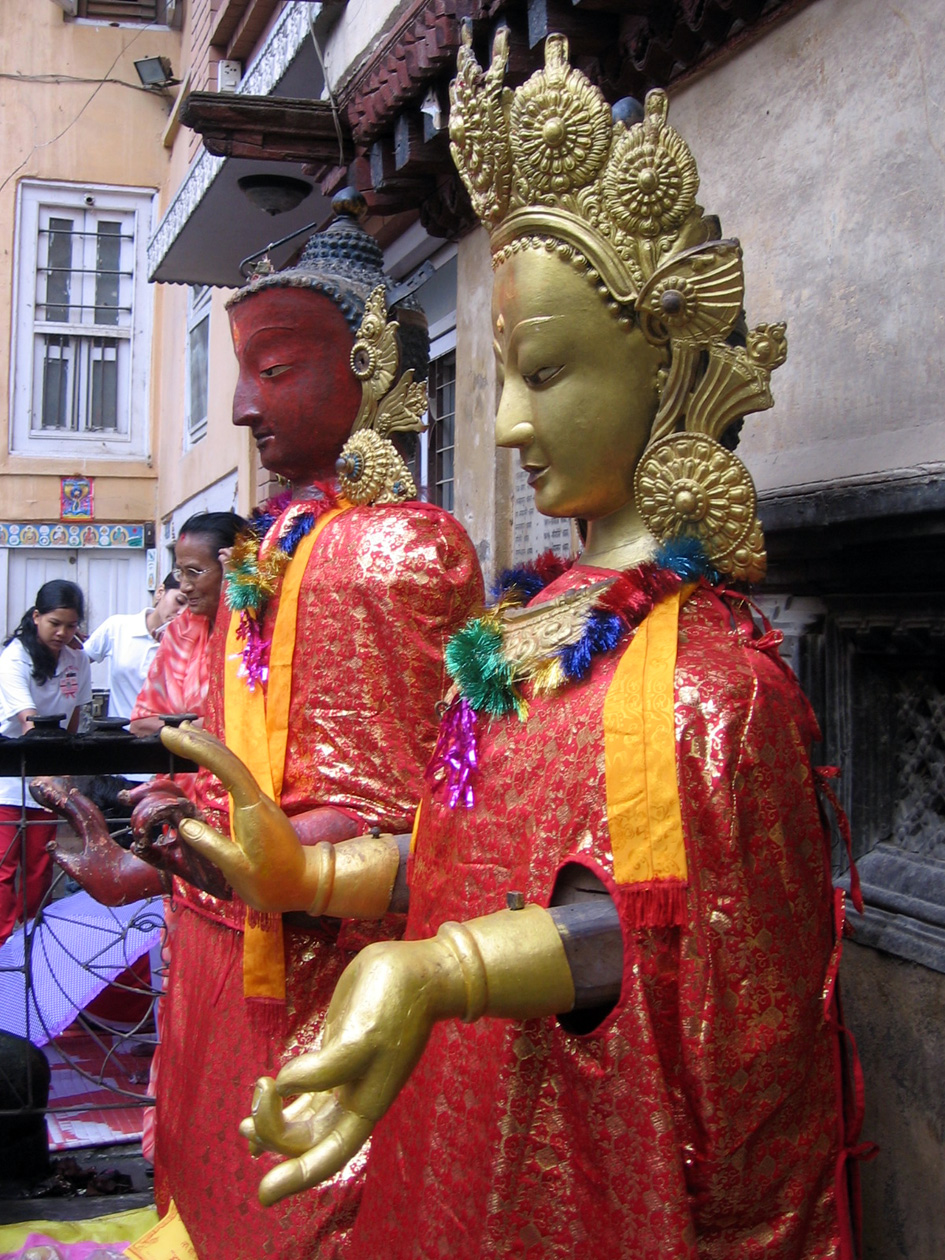
グンラ月に陳列された燃燈仏像　ネパール、カトマンズ

## 釈迦の成仏予言

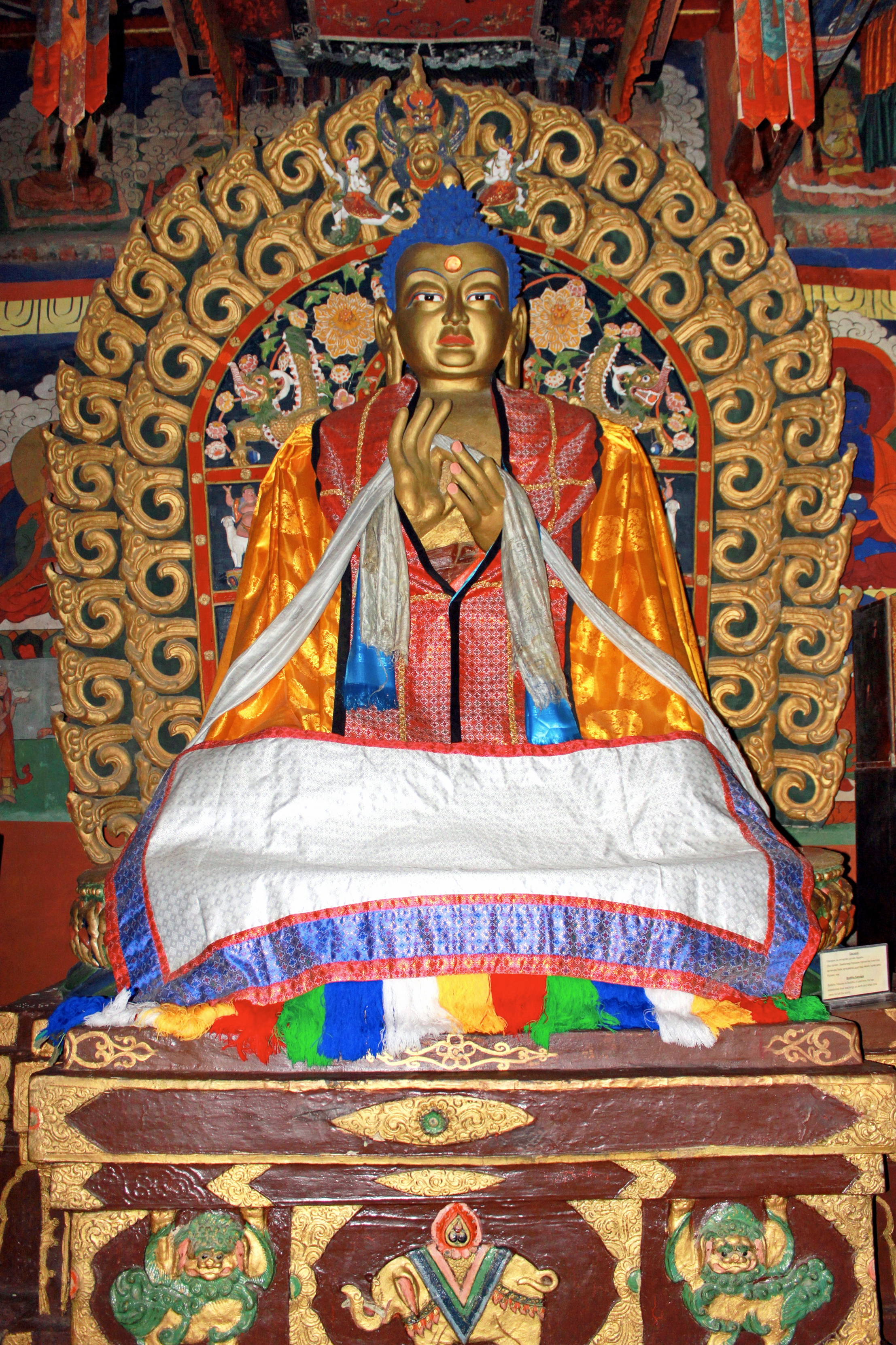
モンゴル、エルデネ・ゾーの西寺に安置された燃燈仏像

「瑞応経」などによると、釈尊が儒童梵士（菩薩）と呼ばれた過去世において、鉢摩（はつま）の国に来た折に街の人々が歓喜して水溜りに土を盛り清掃しているので、その理由を尋ねたところ「間もなく錠光如来がここに来臨し給う」と聞いたので、共に道普請に加わった。しかるに道がいまだ完成しないのに、仏が多くの弟子を随えて現われ給うた。すると儒童菩薩は花を持っていた女人より五華をあがない、その花を仏の頭上に散じて荘厳し、自らは鹿皮の衣を脱いで湿地を覆い、足りないところには髪の毛をほどいて泥濘に敷き身を伏せて「仏よ、どうぞ弟子方と共に私の背中を踏んで通り給え」と申し上げ、衆生無辺誓願度の大願を誓った。すると、その時すでに投げられていた蓮華は空中に留まり、妙香を放ち華を開かせ、儒童の手元にしっかりと根を張った。
仏は、この菩薩の殊勝な誓願を知り給い、「儒童よ、御身は必ず遠き未来において能仁如来（のうにんにょらい＝釈迦如来の別名）となるであろう」と、未来に成仏する約束を予言せられたという。